# Концертино для арфы с оркестром (Тайфер)
Концертино для арфы с оркестром  было написано Жермен Тайфер в 1927 году и впервые исполнено в Париже арфистом Марселем Гранжани и Бостонским симфоническим оркестром под управлением Сергея Кусевицкого. Продолжительность произведения — 17 минут.

## История создания
Знакомство Жермен с арфой произошло во время обучения в консерватории. В то время главным педагогом по классу арфы был Альфонс Хассельманс. Жермен познакомилась с его ассистентом, мадам Каролин Луиджини-Тардье, которая поддерживала «новую музыку» и часто была первым исполнителем сочинений. Также она просила своих друзей Камиля Сен-Санса, Морица Мошковского, Габриэля Пьерне, Марселя Турнье и Альфонса Хассельманса сочинять небольшие пьесы для арфы.
Встретив молодого композитора Жермен Тайфер, Луиджини-Тардье показала ей приёмы игры на арфе и возможности инструмента. Жермен сразу же заинтересовалась и стала брать уроки.
Концертино Тайфер было закончено в 1927. В этот момент она уже была замужем за нью-йоркским карикатуристом Ральфом Бартоном. Он не одобрял музыкальную карьеру Тайфер, но несмотря на это она посвятила ему своё сочинение.

## Строение
Концерт написан в традиционной форме сонатно-симфонического цикла. В нём три части.
1. Allegro — написана в сонатной форме с каденцией, которая выписана, однако размещена до репризы. Кроме того, в репризе Тайфер не повторяет побочную партию, а использует новую заключительную. Арфа не проводит тем вплоть до побочной партии. В то же время она даёт основную фактуру, добавляя красоту теме в оркестре.
2. Lento — написана в трёхчастной форме. В первом лирическом разделе играет флейта. В то время как флейта показывает тему, арфа поддерживает её «мрачным шёпотом». Тайфер сигнализирует о начале второго раздела ритмичными четвертными у арфы, появляющимися впервые за всю часть. Тема первого раздела возвращается уже у кларнета; после следует короткая кода.
3. Rondo — Тайфер использует форму рондо, АВАСАВА. Эта часть наиболее традиционна. Интересно что раздел С написан в форме фуги на основную тему.

## Состав оркестра

### Деревянные духовые
- 2 флейты
- кларнет

### Медные духовые
- валторна
- труба

### Струнные
- I и II скрипки
- альты
- виолончели
- контрабасы

## Редакции
Начиная с 1927, было опубликовано две версии концертино. Первая издана в 1928 издательством Heugel & Cie, в настоящее время известное как Альфонс Ледюк (Alphonse Leduc). Они опубликовали полную партитуру, включающую партию арфы и все партии оркестра, а также отдельную версию для арфы и фортепиано. Позднее Lyra Music Company и International Music Service выпустили их копию для арфы и фортепиано. Она же сейчас и находится в продаже.

## Известные записи
За почти сто лет со дня премьеры концертино было профессионально записано лишь дважды. 
- 1970 — Никанор Сабалета записал концерт с национальным оркестром парижского радио под управлением Жана Мартинона (Paris’s Orchestre National de l’ORTF) для лейбла Deutsche Grammophon.
- 1992 — Джиллиан Бенет Селла (Gillian Benet Sella), женским филармонический оркестр Сан-Франциско под руководством Джо-Энн Фаллетты.